# Victor Pétin
Victor-Eugène-Lucien-Gabriel Pétin  (n. 27 iunie 1872, Bordeaux, Gironde - d. 20 iunie 1962, Haironville, Meuse) a fost un general al armatei franceze. Din 22 septembrie 1916 a făcut parte din prima Misiune Militară Franceză în România. 

## Biografie
Părinții săi locuiau în Strasbourg, dar după anexarea Alsaciei de către Prusia în 1871, aceștia s-au mutat în Franța. S-a născut la 7 iunie 1872 în Bordeaux.  
La 21 octombrie 1891 intră la Școala Specială Militară de la Saint-Cyr pe care o absolvă în 1893 fiind al 100-lea din 449 elevi. Este înaintat la gradul de sublocotenet la 1 octombrie 1893 și repartizat la Batalionul 7 Vânători Pedeștri din Nisa. Pentru a se perfecționa în limba germană, în 1897 cere un concediu de 3 luni pentru a merge în Bavaria și Austria. În 1900 este admis la Școala Superioară de Război pe care o absolvă la 31 octombrie 1902 pe locul 52 din 84 elevi cu calificativul bine. Este repartizat la 1 noiembrie 1902 la statul major al Diviziei 29 Infanterie de la Grenoble. A fost înaintat la gradul de căpitan pe 23 septembrie 1904, iar pe 31 octombrie 1904 este repartizat să facă stagiul la Batalionul 20 Vânători la Baccarat unde va fi în subordinea maiorului Berthelot. După terminarea stagiului, la 23 iunie 1907 este repartizat la statul major al Corpului de Armată 20 din Nancy. La 13 februarie 1910 este detașat la cabinetul ministrului de război, generalul Jean-Jules Brun. Din 1911 face parte din Biroul 1 al statului major al armatei. La 5 martie 1911 este propus pentru avansare, dar din cauza unor încurcături administrative este avansat la gradul de maior abia în 1913. Este numit pe 9 iunie 1913 comandant al unui batalion din Regimentul 79 Infanterie. 
De la 23 iulie 1914 ia parte la campania împotriva Germaniei în calitate de comandant al Batalionului 20 Vânători, iar de la 3 august 1914, se află din nou la comanda unui batalion din Regimentul 79 Infanterie. La 10 octombrie 1914 este avansat temporar la gradul de locotenent-colonel și definitiv la 2 iulie 1915. Ia comanda Regimentului 79 Infanterie pe 29 august 1915, iar pe 13 noiembrie este detașat la Biroul 3 din cadrul Marerului Cartier General.
Din 22 septembrie 1916 face parte din prima Misiune Militară Franceză în România fiind numit în octombrie 1916 șef de stat major al acesteia.

## Vezi și
- Participarea României la Primul Război Mondial
- Henri Berthelot
- Misiunea Militară Franceză (1918-1919)

## Legături externe
| Portal icon | Portal România în Primul Război Mondial |

| Portal icon | Portal Primul Război Mondial |

| Portal icon | Portal Istorie |